# シャーロット・デフォレスト

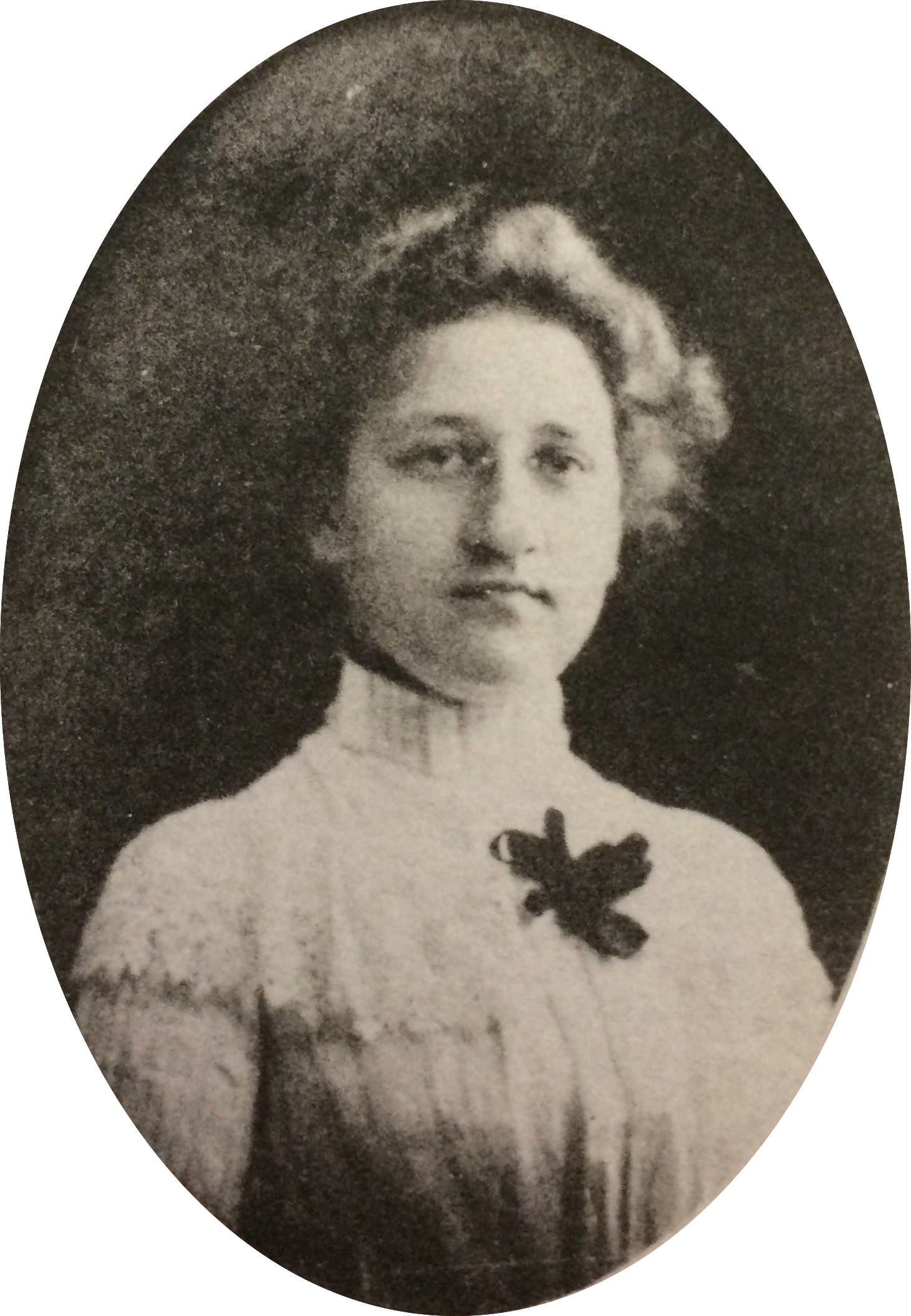
シャーロット・デフォレスト

シャーロット・バージョ・デフォレスト（Charlotte Burgio Deforest、1879年2月23日 - 1973年7月2日）は、日本で活躍した婦人宣教師、教育者。
1879年にアメリカン・ボードの宣教師ジョン・デフォレストの二女として、大阪府川口居留地に生まれる。アメリカン・ボードの宣教師新島襄から洗礼を受ける。父の移動に従って、大阪、仙台などで成長する。
1893年、14歳でアメリカに行き、スミス・カレッジで学ぶ。1903年アメリカン・ボードの宣教師として日本に戻り、1905年に神戸女学院の教師となり、高等教育カリキュラムの構築に尽力する。1915年に神戸女学院の第5代目の院長になり、引退する1940年まで神戸女学院の発展に尽くす。戦後、再来日して、神戸女学院史を英文で執筆する。1973年アメリカ合衆国カリフォルニア州クレアモントで死去する。